# Aptoniem

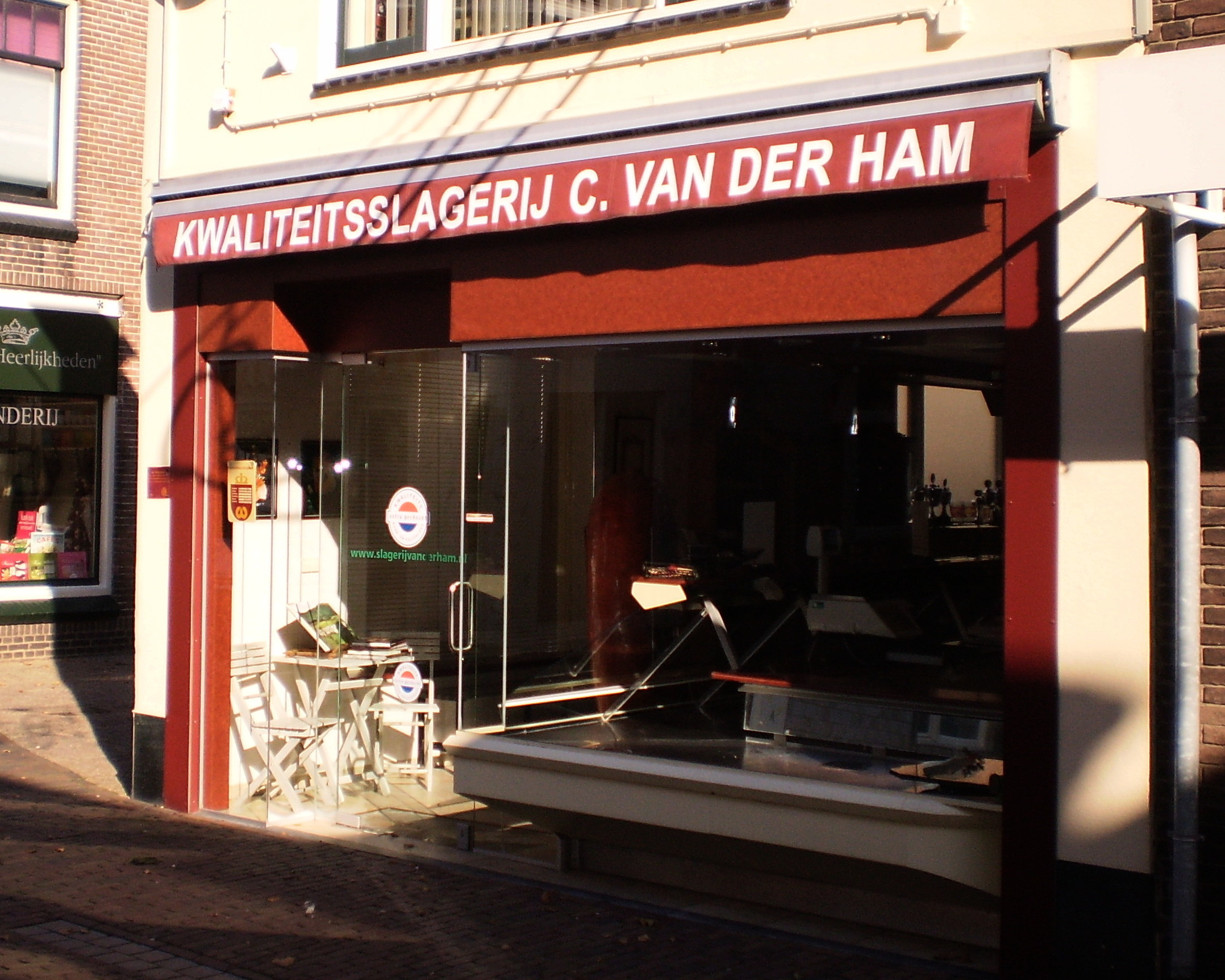
Slagerij Van der Ham te Leerdam

Een aptoniem (afgeleid van Latijn aptus, "geschikt" en Grieks onoma, "naam") is een eigennaam die aansluit bij hetgeen de drager van die naam in het dagelijks leven doet. 

## Omschrijving
Vaak komt een aptoniem min of meer bij toeval overeen met het door de persoon gekozen beroep, soms is het een fictieve naam die bewust bij het beroep gekozen is. In vroegere tijden was het gebruikelijk om het beroep als familienaam te kiezen, of werd deze door derden als bijnaam gegeven, bijvoorbeeld Jan Smid. De Latijnse uitdrukking nomen est omen getuigt van het feit dat aptoniemen reeds in de Oudheid bekend waren.

## Voorkomen en publiciteit
Fictieve aptoniemen komen veelvuldig voor in bijvoorbeeld stripverhalen,  onder meer in de verhalen over Donald Duck en in de stripreeks Asterix. Bij Donald Duck wordt dit vaak ook gecombineerd met een alliteratie, zoals bij Boris Boef en Guus Geluk. De familienaam van Donald Duck zelf (duck is het Engelse woord voor eend) is een aptoniem, dat aangeeft dat hij een lid is van de eendenfamilie. In de verhalen over Tom Poes vormen de voor- en achternaam van de schilder Terpen Tijn tezamen het verf-ingrediënt terpentijn, waarmee deze naam ook een voorbeeld is van een aptoniem. Radio 538 heeft sinds 2007 een jaarlijkse verkiezing van bijzondere namen georganiseerd. Aanvankelijk werd deze radiorubriek Schaamnaam genoemd, later Faamnaam en in 2019 werd de Hennie-de-Haan-cup verzonnen, naar de voorzitster van de pluimveehoudersvakbond, die via de telefoon de prijs voor het beste aptoniem uitreikte. Ook in België bestaat er een prijs.

## Bekende personen
- Teun van de Keuken, Nederlands programmamaker en journalist, onder andere het voedingsconsumentenprogramma Keuringsdienst van Waarde
- Bill Medley, Amerikaans zanger
- Gert Oostindie, historicus, gespecialiseerd in Nederlandse (post)koloniale geschiedenis
- Ad Ploeg, Nederlands staatssecretaris van Landbouw
- Evert Jan Rothuizen, Nederlands architect
- Nina Sterckx, Belgisch gewichtheffer
- Johan Taeldeman, Belgisch taalkundige
- Sabine Uitslag, voorzitter van de Nederlandse Vereniging van Huidtherapeuten
- Rivkah op het Veld, voetbalverslaggever
- Peter van der Vorst, Nederlandse presentator-verslaggever (met name bekend als royaltyverslaggever)
- Peter Winnen, Nederlands wielrenner, won onder andere in 1990 het Nederlands kampioenschap wielrennen
- Diana Woei, Nederlands weervrouw (woei is de sterke verleden tijd van waaien)
- Mieke Zilverberg, expert archeologie en munten uit de oudheid (ook bekend van het televisieprogramma Tussen Kunst & Kitsch)